# Melaloncha tuparroensis
Melaloncha tuparroensis är en tvåvingeart som beskrevs av Brown 2006. Melaloncha tuparroensis ingår i släktet Melaloncha och familjen puckelflugor.
Artens utbredningsområde är Colombia. Inga underarter finns listade i Catalogue of Life.